# Université CEU San Pablo
 (février 2024).
Si vous disposez d'ouvrages ou d'articles de référence ou si vous connaissez des sites web de qualité traitant du thème abordé ici, merci de compléter l'article en donnant les références utiles à sa vérifiabilité et en les liant à la section « Notes et références ».
Université CEU San Pablo est une université privée catholique espagnole avec siège à Madrid.

## Professeurs
- Dalmacio Negro
- Eduardo Torres-Dulce
- Íñigo Cavero
- Ignacio Gordillo
- Cristóbal Montoro
- Juan Emilio Iranzo Martín
- Antonio Miguel Carmona
- Pedro Schwartz
- Javier González Ferrari
- Justino Sinova
- Bieito Rubido.
- Alberto Bárcena Pérez[1]

## Anciens élèves
- Alberto Ruiz-Gallardón
- Marta Silva
- Alfonso Dastis
- Elsa Pataky
- Juan Gómez-Jurado
- José María Sánchez-Verdú
- Matías Prats
- María Dolores de Cospedal
- Íñigo Méndez de Vigo
- Luis Álvarez
- Ana Pastor García
- José Moisés Martín
- Marta Jaumandreu
- Carlos Hipólito
- Almudena de Arteaga
- Cristina Llorente
- Mai Meneses
- Dimas Gimeno
- Fernando Martínez de Irujo
- Nevenka Fernández

## Docteurshonoris causa
- Helmut Kohl, ex-chancelier de la RFA, 2002
- John Martin Scott, 2005
- Gordon Tullock, George Mason University School of Law, 2005
- Antonio María Rouco Varela, archevêque de Madrid, 2006
- Mario Monti, sénateur à vie de la République italienne, 2006
- Vicente Palacio Atard, Université complutense, 2008
- Francisco Rodríguez Adrados, 2008
- Margaret Foti, 2009
- José Antonio Escudero, membre de l'Académie royale d'histoire, 2010
- Joseph H. H. Weiler, membre de l'Académie américaine des arts et des sciences, 2010
- Eduardo García de Enterría, prix Prince des Asturies en sciences sociales, 2010
- Herman Van Rompuy, président du Conseil européen, 2013
- Antonio Fernández de Buján, membre de l'Académie royale de jurisprudence et de législation, 2017[2]
- Sophie de Grèce, reine émérite d'Espagne, 2024[3]